# Militair transportvliegtuig

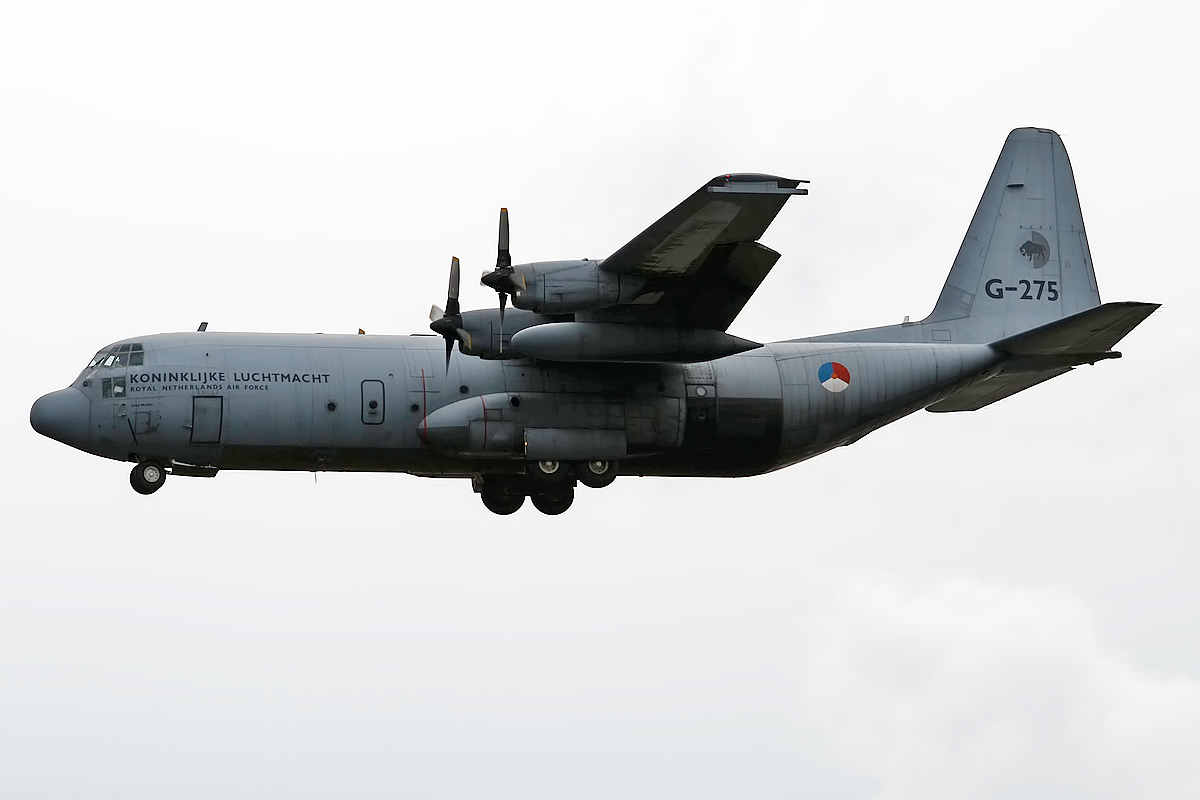
Transportvliegtuig C130H Hercules G-275 van de Koninklijke Luchtmacht

Een militair transportvliegtuig is een type militair vliegtuig dat dient voor het vervoer van militaire manschappen of voor het uitvoeren van droppingen van parachutisten of goederen. 
Een militair transportvliegtuig heeft veelal geen vaste zitplaatsen, maar wel voorzieningen voor het bevestigen van goederen en materieel. Het toestel kan daardoor ook dienen voor vervoer van militaire goederen en gevechtsvoertuigen. Het kan zowel in oorlogssituaties als daarbuiten worden ingezet.
Militaire transportvliegtuigen zijn doorgaans niet bewapend, maar beschikken vaak wel over afleidingsmiddelen zoals lichtkogels en antiradarsneeuw.